# Leonardo Rodríguez
Leonardo Adrián Rodríguez Iacobitti (ur. 27 sierpnia 1966 w Lanús) – argentyński piłkarz występujący m.in. w Borussii Dortmund, CA Vélez Sarsfield czy Atalancie BC.

## Kariera
Karierę zaczynał w CA Lanús, skąd w 1988 roku trafił do CA Vélez Sarsfield. Następnie trafił do AA Argentinos Juniors, a później San Lorenzo. Występy w tym ostatnim klubie pozwoliły mu przejść do europejskiego SC Toulon, a jednocześnie zadebiutować w reprezentacji Argentyny. W 1992 roku trafił do Serie A, by występować w Atalancie BC. Na wiosnę 1994 roku trafił do Borussii Dortmund. Latem wyjechał do Chile, by występować w CD Universidad Católica. W klubie tym występował do 2000 roku (z przerwą w 1996 na grę w Club América), zdobył w tym czasie 3 mistrzostwa Chile i dwa puchary kraju. W 2000 roku trafił do San Lorenzo, gdzie znów odnosił spore sukcesy – m.in. Copa Mercusor i mistrzostwo Argentyny. Karierę zakończył w CA Lanús w 2003 roku.
Obecnie jest trenerem młodzieży w Argentynie.

## Reprezentacja
Występował w reprezentacji Argentyny od 1991 roku do 1995 roku. Wygrał dwukrotnie Copa America, w 1993 zostając uznany najlepszym graczem turnieju.